# Королевский гамбит
Короле́вский гамби́т — шахматный дебют, начинающийся ходами: 
 1. e2-e4 e7-e5 
 2. f2-f4. 
 Идея этого дебюта в устранении пешки e5, вскрытии вертикали «f», захвата центра ходом d4 и атаки на пункт «f7». Один из самых острых и сложных дебютов. Относится к открытым началам.
В зависимости от того, примут чёрные жертву пешки или нет, различают:
- Принятый королевский гамбит
- Отказанный королевский гамбит

Чёрные могут также предложить встречную жертву пешки:
- Контргамбит Фалькбеера

## Варианты

### Принятый королевский гамбит
2. … ef
Принятие жертвы пешки — наиболее принципиальное возражение. В дальнейшем чёрные выбирают между двумя планами:
- защитить выигранную пешку, отбившись от атак белых.
- возвратить пешку с целью выигрыша времени для гармоничного развития.

#### Редкие гамбитные системы

##### Гамбит Брейера3. Фf3
Разработан венгерским шахматистом Дьюлой Брейером. В современной турнирной практике встречается редко, так как чёрные успевают захватить ключевые поля и белым предстоит нелёгкая борьба за уравнение.

##### Испанский гамбит3. d4
По свидетельству Джулио Чезаре Полерио, в XVI веке этот вариант был весьма популярен в Испании.

##### Гамбит Мэзона3. Кc3
Впервые это продолжение встретилось в партии Мэзон — Розенталь (Париж, 1878). В основу данного варианта заложена идея, аналогичная гамбиту Стейница: 1. e4 e5 2. Кc3 Кc6 3. f4 ef 4. d4 Фh4+ 5. Крe2

##### Гамбит Петрова3. Сe2
На это продолжение впервые обратил внимание первый русский шахматный мастер А. Д. Петров в 40-е годы XIX века.

##### ГамбитСтаммы3. h4
Разработан арабским шахматистом XVIII века Филиппом Стаммой.

#### Гамбит слона
3. Сc4:
3. Фd8-h4+ 4.Крe1-f1 b7-b5: Контргамбит Бриана
Впервые гамбит рассматривается в книге Рюи Лопеса. Гамбитом слона сыгран ряд красивейших партий, включая знаменитую «бессмертную».

#### Гамбит коня
3. Кf3
Гамбит коня — главный раздел королевского гамбита. Избрав его, белые предупреждают выпад ферзя на h4 и собираются путём 4. d4 овладеть центром.
- 3. … g7-g5 
  - 4. d2-d4 g5-g4 5.Кf3-e5 — гамбит Соренсена.
  - 4. Кb1-c3 — Гамбит Квааде.
  - 4. Сf1-c4
    - 4… Кb8-c6  — гамбит Блачли.
    - 4… g5-g4 
      - 5. Кf3-e5 — Гамбит Сальвио.
        - 5… Фd8-h4+ 6. Крe1-f1
          - 6… Кg8-h6 7. d2-d4 f4-f3 — Гамбит Зильбершмидта.
          - 6… f4-f3 — гамбит Кохрена.
          - 6… Кb8-c6 — Гамбит Герцфельда.

      - 5. 0-0 — гамбит Полерио—Муцио.
        - 5… g4:f3. 6. Фd1:f3
          - 6… Фd8-f6 7. e4-e5 Фf6:e5 8. Сc4:f7+ — двойной гамбит Муцио.
          - 6… Фd8-e7 — защита Фрома.
          - 6… Кb8-c6 — защита Холловея.

        - 5… Фd8-e7 — контратака Клинга и Горвица.
        - 5… d7-d5 — защита Брентано.

      - 5. Кb1-c3 — Гамбит Мак-Доннелла.
      - 5. d2-d4 — Гамбит Гулам Кассима.

    - 4… Сf8-g7 
      - 5. h4 — Гамбит Филидора.
        - 5… h7-h6 6. d2-d4 d7-d6 7. Фd1-d3 — вариант Шульца.

      - 5. 0-0 — Гамбит Ганштейна.

  - 4. d2-d4 — Гамбит Розентретера.
  - 4. h2-h4 g5-g4
    -       - 5. Кf3-g5 — Гамбит Альгайера.
      - 5. Кf3-e5 — гамбит Кизерицкого.
- 3. … h7-h6 — защита Беккера.
- 3. … d7-d6 — защита Фишера.
- 3. … Кb8-c6
- 3. … Сf8-e7 — гамбит Каннингема.
  - 4. Сf1-c4 Кg8-f6 — защита Эйве.
  - 4. Сf1-c4 Сe7-h4 5. g2-g3 f4:g3 6. O-O g3:h2 7.Крg1-h1 — гамбит трех пешек.
- 3. … Кg8-f6 — защита Шаллопа.
- 3. … d7-d5 — современная защита.
  - '4. e4:d5 Кg8-f6 5. Сf1-b5 c7-c6 6. d5:c6 b7:c6 7. Сb5-c4 Кf6-d5 — вариант Ботвинника.
- 3. … Кg8-e7 — вариант Бонча-Осмоловского.
- 3. … f7-f5 — контргамбит Джануцио.

### Отказанный королевский гамбит

#### Фигурная контригра в центре
- 2. … Сf8-c5 — классический вариант.
  - 3. Кg1-f3 d7-d6 4. Кb1-c3 Кg8-f6 5. Сf1-c4 Кb8-c6 6. d2-d3 Сc8-g4 7. h2-h3 Сg4:f3 8. Фd1:f3 e5:f4 — вариант Свенониуса.
  - 3. Кg1-f3 d7-d6 4. c2-c3 Сc8-g4 5. f4:e5 d6:e5 6. Фd1-a4+ — атака Маршалла.
  - 3. Кg1-f3 d7-d6 4. Кb1-c3 Кb8-d7 — вариант Хенема.
  - 3. Кg1-f3 d7-d6 4. c2-c3 f7-f5 5. f4:e5 d6:e5 6. d2-d4 e5:d4 7. Сc4 — вариант Рети.
  - 3. Кg1-f3 d7-d6 4. f4:e5 — вариант Солдатёнкова.
  - 3. Кg1-f3 d7-d6 4. b2-b4 — вариант Хита.
- 2. … Кg8-f6

#### Королевский контргамбит
2. … d7-d5
- 3. e4:d5
  - 3. … c7-c6 — контргамбит Нимцовича.
  - 3. … e5-e4 — контргамбит Фалькбеера.
- 3. Кg1-f3 — отказанный контргамбит.

#### Редкие продолжения
- 2. … Фd8-h4+ 3. g2-g3 Фh4-d8 — защита Кина.
- 2. … Кb8-c6 3. Кg1-f3 f7-f5 — контргамбит Аделаида.
- 2. … c7-c5 — защита-мафия.
- 2. … Фd8-f6 — Норвальдская защита.
  - 3. Кg1-f3 Фf6-f4 4. Кb1-c3 Сf8-b4 5. Сf1-c4 — гамбит Бюкера.

## История
Впервые королевский гамбит упоминается в книге испанского священника Руй Лопеса де Сегура «Книга об изобретательности в шахматах», изданной в 1561 году. Она была написана после путешествия в Рим, приуроченного к избранию нового папы. В Италии Сегура сразился с тамошними сильнейшими шахматистами и победил их. Неизвестно, самостоятельно ли изобрёл Сегура гамбит или же заимствовал у итальянских шахматистов. В своей книге Сегура впервые в истории шахмат указывает на важность создания пешечного центра, подрываемого ходом f2-f4.
В 1574 году сильнейшие итальянские мастера Леонардо, Бои и Полерио посетили Мадрид. Они играли в итальянском стиле, стремясь к быстрейшему развитию фигур и не считаясь с материальными жертвами. Из рукописей Полерио видно, что разнообразие дебютов в их партиях было достаточно большим, но главная роль уделялась именно королевскому гамбиту.
В середине XVIII века королевский гамбит применял сильнейший шахматист мира Андре Даникан Филидор. Хотя он подверг сомнению итальянские комбинации и выдвинул новый лозунг «Пешка — душа партии», он рекомендовал сначала двигать пешку «f» и лишь потом развивать королевского коня.
В 1851 году состоялся первый международный шахматный турнир в Лондоне, победителем которого стал учитель математики Адольф Андерсен (1818 - 1879). На этом турнире была сыграна бессмертная партия Андерсен — Кизерицкий, где белые, разыграв королевский гамбит, серией жертв добились победы. Эта партия стала эталоном шахматной игры на долгие годы и, по сути дела, заложила основы шахматного романтизма. В 1858 году этим дебютом Морфи победил Андерсена. Он играл в том же гамбитном стиле, его излюбленными дебютами были именно королевский гамбит, а также гамбит Эванса - пешка b4 с белой стороны.
С середины 1870-х годов королевский гамбит постепенно сходит со сцены — не последнюю роль в этом сыграли труды Вильгельма Стейница, опровергавшие старинные комбинации и критиковавшие гамбитный стиль игры вообще. Постоянно применяет его только лучший шахматист России Михаил Чигорин. В 1903 году в Вене был организован тематический турнир, где все партии начинались королевским гамбитом, и Чигорин стал его победителем. Аналогичные турниры были проведены в Аббации (1912) и Бадене (1914). Их победителем стал мастер атаки Рудольф Шпильман. Но в 1920-х годах, после многочисленных поражений, понесённых в гамбитных партиях, Шпильман перестал его использовать.
В 1930-х годах интерес к королевскому гамбиту возвращается — его начинает применять молодой Пауль Керес. В 1945 году к нему присоединяется Давид Бронштейн. В 1960 году в матче с Давидом Бронштейном применяет королевский гамбит Борис Спасский (10-й чемпион мира). Применяли королевский гамбит Роберт Фишер (11-й чемпион мира) и Михаил Таль (8-й чемпион мира). Сейчас королевский гамбит применяют российский гроссмейстер Александр Морозевич, венгерская шахматистка Юдит Полгар, которая сыграла с гроссмейстером Спасским в 1993 году, которую российский гроссмейстер Сергей Шипов называет даже «настоящим рыцарем королевского гамбита», а также победитель Турнира претендентов по шахматам (2020/2021) Ян Непомнящий.